# Finlandia ai VII Giochi olimpici invernali
La Finlandia partecipò ai VII Giochi olimpici invernali, svoltisi a Cortina d'Ampezzo, Italia, dal 26 gennaio al 5 febbraio 1956, con una delegazione di 31 atleti impegnati in sei discipline.

## Medagliere

### Per discipline
| Sport                   | Oro | Argento | Bronzo | Totale |
| ----------------------- | --- | ------- | ------ | ------ |
| Sci di fondo            | 2   | 2       | 0      | 4      |
| Salto con gli sci       | 1   | 1       | 0      | 2      |
| Pattinaggio di velocità | 0   | 0       | 1      | 1      |
| Totale                  | 3   | 3       | 1      | 7      |

### Medaglie
| Medaglia | Atleta                                                        | Sport                   | Evento              |
| -------- | ------------------------------------------------------------- | ----------------------- | ------------------- |
| Oro      | Antti Hyvärinen                                               | Salto con gli sci       |                     |
| Oro      | Veikko Hakulinen                                              | Sci di fondo            | 30 km maschile      |
| Oro      | Sirkka Polkunen Mirja Hietamies Siiri Rantanen                | Sci di fondo            | Staffetta femminile |
| Argento  | Aulis Kallakorpi                                              | Salto con gli sci       |                     |
| Argento  | Veikko Hakulinen                                              | Sci di fondo            | 50 km maschile      |
| Argento  | Arvo Viitanen August Kiuru Veikko Hakulinen Jorma Kortelainen | Sci di fondo            | Staffetta maschile  |
| Bronzo   | Toivo Salonen                                                 | Pattinaggio di velocità | 1500 m maschile     |